# إد باس
إد باس (بالإنجليزية: Ed Bass)‏ هو مصرفي أمريكي، ولد في 10 سبتمبر 1945 في فورت وورث في الولايات المتحدة.

## وصلات خارجية
- إد باس على موقع الموسوعة البريطانية (الإنجليزية)
- إد باس على موقع إن إن دي بي (الإنجليزية)